# Hermann Prey
Hermann Prey (Berlijn, Duitsland, 11 juli 1929 - Krailling, Duitsland, 22 juli 1998) was een Duitse bariton. Hij wordt gezien als een van de grootste Duitse zangers van de naoorlogse periode. Hij werd vooral gewaardeerd om rollen in opera's van Mozart, Rossini en Wagner, en om zijn vertolking van liedkunst. Zijn paraderollen waren Papageno in Mozarts Die Zauberflöte, en Figaro in Rossini's Il barbiere di Siviglia, en in Mozarts Le nozze di Figaro. Bij het grote publiek werd hij bekend door televisieoptredens en operettes.

## Jeugd en opleiding
Hermann Prey was de zoon van de vleesgroothandelaar Hermann Prey en zijn vrouw Anna. Hij werd geboren in Berlijn-Hohenschönhausen. Hij wilde al jong zanger worden en werd daarin gesteund door zijn moeder. Hij zong als tienjarige jongenssopraan in het Berliner Mozartchor. Na het eind van de Tweede Wereldoorlog trad hij met een schoolorkest op voor Britse en Amerikaanse soldaten.
Aan de Hochschule für Musik in Berlijn studeerde Prey bij Jaro Prohaska en Günther Baum. Ook nam hij les bij Harry Gottschalk. Omdat zijn ouders geen geld hadden voor de opleiding aan het conservatorium, financierde Prey zijn studie door met een dansband op te treden in nachtclubs en bars, en af en toe opnames te maken voor de West-Berlijnse zender RIAS. Tijdens zijn studie maakte hij kennis met de 19e-eeuwse liedkunst, en besloot dat dit het hart van zijn repertoire zou gaan vormen.

## Carrière
Na zijn afstuderen gaf Prey in 1951 zijn eerste recital in Berlijn, snel gevolgd door zijn eerste radio-opnames. In 1952 won hij het concours Meistersinger von Nürnberg; de prijs was een concertreis van vier weken door de VS. Prey gaf in de VS verschillende concerten en trad op in de Ed Sullivan show.
Preys professionele carrière begon in 1952/53 bij het Hessische Staatstheater in Wiesbaden. Van 1953 tot 1960 was hij verbonden aan de Hamburgse Staatsopera. In 1960 werd hij geëngageerd door de Bayerische Staatsopera in München. In 1964 zong hij daar voor het eerst een van zijn meest succesvolle rollen: Papageno in Mozarts Zauberflöte. 
Naast opera bleef liedkunst een kernpunt in Prey's zangcarrière. Tussen 1971 en 1975 nam hij in de Hermann Prey Lied Edition van in totaal 446 liederen op, van middeleeuwse minnezang tot 20e-eeuwse liederen. Hij was een groot liefhebber van de componist Franz Schubert. Hij had het idee voor de Schubertiade in Vorarlberg, en was van 1983 tot 1997 artistiek leider van de Schubertiade in de Weense Musikverein. Daar realiseerde hij de lang gekoesterde wens om alle werken van Schubert in chronologische volgorde uit te voeren. 
In de jaren 1970 werd Prey bij het grote publiek in Duitsland bekend door zijn amusementsprogramma Schaut her, ich bin's, waarin hij vele beroemdheden uit de operawereld presenteerde. Prey zong ook in operettes en kreeg veel waardering voor zijn vertolking van Eisenstein in Die Fledermaus.
In 1982 begon hij masterclasses te geven aan de Musikhochschule Hamburg.

## Internationaal
In 1955 maakte hij een tournee door Engeland en gaf zijn eerste liedrecital met de pianist Gerald Moore. De internationale doorbraak van Prey kwam in 1957 toen hij bij de Staatsopera van Wenen de rol van Figaro zong in Rossini's Il barbiere di Siviglia. In 1959 maakte hij zijn debuut bij de Salzburger Festspiele in de rol van de Barbier in Richard Strauss' opera Die schweigsame Frau.  
Zijn Amerikaanse operadebuut maakte hij in 1960 met de vertolking van Wolfram in Wagners Tannhäuser in de Metropolitan Opera in New York. Vijf jaar later zong Prey deze rol ook in de Bayreuther Festspiele. In 1969 was Prey de eerste Duitse bariton die in La Scala in Milaan Figaro zong in Il Barbiere di Seviglia, onder leiding van Claudio Abbado. In 1973 maakte hij met deze rol zijn eerste gastoptreden in het Royal Opera House in Londen. 
Tot in 1981 voegde Prey nieuwe rollen toe aan zijn repertoire; dat jaar zong hij voor het eerst Beckmesser in Wagners Meistersinger in Bayreuth.  Hij maakte regelmatig buitenlandse tournees (bijv. Zuid-Amerika in 1968, Japan in 1981) die zijn internationale reputatie versterkten. In 1988 maakte hij zijn regiedebuut in het Salzburger Staatstheater met Mozarts Le nozze di Figaro.

## Stem en waardering
Prey had een zachte, lyrische bariton, maar was door gerichte klank en robuuste projectie, en zijn sterke uitstraling op het podium, ook buitengewoon begaafd als operazanger. Hij vermeed de zwaardere Verdi-rollen, en was succesvol in  opera's van Mozart, Gluck en Rossini, en lichtere Strauss- en Wagner-rollen. Zijn paraderollen waren Papageno in Mozarts Die Zauberflöte, en Figaro in Rossini's Il barbiere di Siviglia, en in Mozarts Le nozze di Figaro. Hij wordt gezien als een van de grootste Duitse zangers van de naoorlogse periode.

## Overlijden
Hermann Prey overleed op 22 juli 1998 op 69-jarige leeftijd in Krailling aan een hartaanval. Hij had op 12 juli 1998 nog een recital gegeven in het Prinzregententheater in München.

## Publicaties
1981  Premierenfieber - autobiografie. 
- Bibsys: 1060230
- Biblioteca Nacional de España: XX848971
- Bibliothèque nationale de France: cb13898667p (data)
- CiNii: DA0402558X
- Gemeinsame Normdatei: 118596470
- International Standard Name Identifier: 0000 0001 1452 3548
- Library of Congress Control Number: n81028129
- Nationale Bibliotheek van Letland: 000104741
- MusicBrainz: fd1ad2b5-93bd-4bf2-b416-324b5d33e41d
- Bibliotheek van het Japanse parlement: 00473320
- Nationale Bibliotheek van Tsjechië: ola20050329003
- Nationale bibliotheek van Australië: 36549049
- Nationale Bibliotheek van Israël: 987007519077505171
- Nationale Bibliotheek van Polen: a0000001825492
- Nationale en Universitaire bibliotheek Zagreb: 000264600
- Nederlandse Thesaurus van Auteursnamen: 070583129
- Réseau des bibliothèques de Suisse occidentale: 02-A003711514
- SNAC: w6wd46qf
- Système universitaire de documentation: 061632767
- Trove: 1286305
- Virtual International Authority File: 94844804
- WorldCat: E39PBJtGWQTyRBD9G3dYkhdJDq